# MACOSA
Material y Construcciones S.A. ou MACOSA foi uma empresa de indústria pesada espanhola, produzindo principalmente produtos ferroviários.

## História
A companhia Material y Construcciones S.A. (ou MACOSA) foi fundada em 1947 pela fusão da companhia Valenciana Construcciones Devis (fundada por Talleres Devis em 1879) com a Sociedad Material para Ferrocarriles y Construcciones S.A. de Barcelona; no período do início da industrialização da Espanha.
Originalmente a companhia não era voltada exclusivamente a indústria ferroviária, produzindo ônibus, bondes, tramways e outros meios de transporte de massa. Nos anos seguintes a companhia se expandiu, com a implantação de uma fábrica de 50,000m² em Valencia. Transformando-se em uma das maiores indústrias do ramo na Espanha. Em 1952 a nova empresa construiu 48 locomotivas Classe 2400 para a Espanha, bem como duas para Portugal. 
Nos anos 1950´s a grande fábrica de Barcelona concentrava-se em metalurgia e reparação de carros de passageiro, ônibus, etc...
A de Valência produzia caldeiras, bem como fazia manutenção e reconstrução de locomotivas a vapor e elétricas, além de material rodante. A fábrica de Valência também produzia outros tipos de partes para indústria pesada, como guindastes e partes metálicas para hidro-elétricas. Também funcionava uma pequena fábrica em Alcázar de San Juan produzindo e fazendo manutenção de vagões.
MACOSAconstruiu a última locomotiva a vapor para a RENFE, uma 2-8-2|2-8-2 'Mikado'.
Nos anos 1960´s a MACOSA assina com a General Motors um contrato de licença, para produzir locomotivas da divisão EMD da GM. Inicialmente as maquinas eram praticamente GM-EMD autênticas, porém com o tempo a MACOSA adicionou algumas modificações em seus Designs para melhor se adaptar as especificações espanholas. As locomotivas MACOSA que vieram para o Brasil nos anos 70 são praticamente EMD's "puras", sem essas modificações. Esse acordo permaneceu mesmo após o final da MACOSA, durando até 2005, quando foi quebrado com a EMDiesel. 
Nos anos 1970's a MACOSA atinge o segundo lugar na Indústria Ferroviária espanhola, perdendo apenas para a CAF.
Durante essa longa história, mais de 1000 locomotivas foram construídas, primeiro a vapor, depois elétrica e então Diesel-Elétricas, além de incontáveis outros tipos de veículos sobre trilhos, como trams, metros, e unidades elétricas e diesel suburbanas. Também muitos carros, inúmeros vagões e milhares de truques, alguns para a Espanha, a maior parte para exportação.

### Meinfesa
Em 1989 MACOSA se torna Mediterranea de Industrias del Ferrocarril, S.A. (ou Meinfesa), parte da GEC-Alstom. Nesse período um grande pedido de locomotivas da classe 319 foi feito pela RENFE. 

### Vossloh España
Em Março de 2005 seu proprietário mudou novamente, dessa vez para o grupo Vossloh, e a razão social alterada para Vossloh España S.A.. Esta divisão ficou conhecida como Vossloh Rail Vehicles.
A divisão de veículos ferroviários foi vendida para a Stadler Rail no final de 2015, por 48 milhões de euros. A Stadler assumiu o negócio a partir de 1 de janeiro de 2016.

## Produtos notáveis
- G22U Construídas de 1971 a 1973, ao todo 129 unidades de 1500 hp, desenho exportação

- G22CU Semelhantes as G22U, porém com truques de 3 eixos.

- SD 40-2 Construídas em 1980 sob licença General Motors para a RFFSA no Brasil.

- GT26CUM Construídas em 1978, usando muitas partes da linha 40-2, atingindo 3000 hp em um desenho exportação.

- RENFE Class 333 construída usando muitas partes da EMD, originarias da linha 40-2, com um design Nohab.

## Dados das unidades nacionais
| MODELO   | ANO DE PRODUÇÃO | FABRICANTE | TOTAL | RODAGEM | POTÊNCIA TOTAL / DISPONÍVEL | MOTOR    | IMAGEM |
| -------- | --------------- | ---------- | ----- | ------- | --------------------------- | -------- | ------ |
| G22U     | 1971/1973       | Macosa     | 129   | B-B     | 1650/1500 hp                | 12-645E  |        |
| G22CU    | 1970            | Macosa     | 23    | C-C     | 1650/1500 hp                | 12-645E  |        |
| SD40-2   | 1980            | Macosa     | 36    | C-C     | 3300/3000hp                 | 16-645E  |        |
| GT26CU-2 | 1978            | Macosa     | 36    | C-C     | 3300/3000hp                 | 16-645E3 |        |